# 논리왕 전기
논리왕 전기(본명: 김건호, 2000년 2월 22일~) 또는 전기는 대한민국의 유튜버이다. 채널 이름은 '논리왕 전기'이다.
약 11만 명이었던 구독자 수가 웹 예능인 머니게임의 방영과 함께 비약적으로 늘면서, 2021년 5월 말에는 구독자 수 100만 명을 넘어섰다. 방송시 색상은 다르지만 늘상 생활 한복을 입었다.
수학능력시험에 도전하기 위해 유튜브를 잠시 중단하고 공부에 매진하였으나 원하는 결과가 나오지 않아 해외여행 및 다양한 컨텐츠를 생산하고 있다.
최근 생방송에서 리액션으로 시청자들에게 큰 웃음과 재미를 선사하였다.
3수 끝에 2024수능에서 34521이라는 준수한 성적을 기록하며 2023수능과는 달리 호평을 받았다.

## 학력
- 고양백석초등학교(졸업)
- 청학동 대안학교(졸업)
- 중학교 졸업 학력 검정고시(합격)
- 서울도시과학기술고등학교(전자통신과/졸업)

## 같이 보기
- 머니게임 (웹 예능)